# Hương Sơn (phường)
Hương Sơn là một phường thuộc thành phố Thái Nguyên, tỉnh Thái Nguyên, Việt Nam.

## Địa lý
Phường Hương Sơn nằm ở phía đông nam thành phố Thái Nguyên, có vị trí địa lý:
- Phía đông giáp xã Đồng Liên
- Phía tây giáp phường Trung Thành
- Phía nam giáp thành phố Sông Công và phường Tân Thành
- Phía bắc giáp phường Cam Giá.

Phường Hương Sơn có diện tích 3,10 km², dân số năm 1999 là 10.542 người, mật độ dân số đạt 2.629 người/km².
Trên địa bàn phường có tuyến đường quốc lộ 37 (đường Cách mạng tháng 8) tạo thành ranh giới tự nhiên với phường Trung Thành, một tuyến đường sắt nhánh của Tổ hợp Gang Thép Thái Nguyên ở phía bắc tạo thành ranh giới với phường Cam Giá.

## Lịch sử
Sau năm 1975, Hương Sơn là một phường thuộc thành phố Thái Nguyên.
Đến năm 2019, phường Hương Sơn được chia thành 37 tổ dân phố: 1, 2, 3, 4, 8, 9, 12, 14, 15, 16A, 16C, 17, 18, 19, 20, 22, 24, 25, 26, 27, 28, 29, 30, 31, 34, 35A, 35B, 36, 37, 38, 39, 42, 45, 48, 49, 50, 52.
Ngày 23 tháng 7 năm 2019, sáp nhập hai tổ dân phố 20 và 22 thành tổ dân phố 1, sáp nhập hai tổ dân phố 7, 16C và một phần tổ dân phố 16A thành tổ dân phố 2, sáp nhập ba tổ dân phố 14, 15 và phần còn lại cua tổ dân phố 16A thành tổ dân phố 3, sáp nhập hai tổ dân phố 3 (cũ) và 27 thành tổ dân phố 4, sáp nhập hai tổ dân phố 1 (cũ) và 2 (cũ) thành tổ dân phố 5, sáp nhập ba tổ dân phố 18, 19, 24 thành tổ dân phố 6, sáp nhập hai tổ dân phố 25 và 26 thành tổ dân phố 7, sáp nhập hai tổ dân phố 29 và 30 thành tổ dân phố 8, sáp nhập ba tổ dân phố 35B, 36, 38 thành tổ dân phố 9, sáp nhập ba tổ dân phố 31, 34, 37 thành tổ dân phố 10, sáp nhập hai tổ dân phố 4 (cũ) và 35A thành tổ dân phố 11, sáp nhập hai tổ dân phố 39, 42 và một phần tổ dân phố 45 thành tổ dân phố 12, sáp nhập hai tổ dân phố 8 (cũ), 9 (cũ) và phần còn lại của tổ dân phố 45 thành tổ dân phố 13, sáp nhập hai tổ dân phố 12 (cũ) và 28 thành tổ dân phố 14, sáp nhập hai tổ dân phố 50 và 52 thành tổ dân phố 15, sáp nhập hai tổ dân phố 48 và 49 thành tổ dân phố 16.

## Hành chính
Phường Hương Sơn được chia thành 16 tổ dân phố: 1, 2, 3, 4, 5, 6, 7, 8, 9, 10, 11, 12, 13, 14, 15, 16.

## Kinh tế - xã hội
Phường Hương Sơn là nơi tập trung nhiều cơ quan và cơ sở kinh tế, giáo dục của thành phố, trong đó có Nhà văn hóa Công nhân Gang Thép, Bệnh viện Gang Thép, Trung tâm Giáo dục lao động xã hội thành phố Thái Nguyên, trường Trung học phổ thông Chu Văn An.